# Puchar Europy Mistrzyń Krajowych siatkarek (1989/1990)
Puchar Europy Mistrzyń Krajowych 1990 – 30. sezon Pucharu Europy Mistrzyń Krajowych rozgrywanego od 1960 roku, organizowanego przez Europejską Konfederację Piłki Siatkowej (CEV) w ramach europejskich pucharów dla żeńskich klubowych zespołów siatkarskich "starego kontynentu".

## Drużyny uczestniczące
- Ionikos Nea Filadelfeia
- Mladost Monter Zagrzeb
- Sneek Avero
- Leixoes Matosinhos
- Olympic Luksemburg
- Post Wiedeń
- Montana Luzerna
- Britannia VC London
- AEL Limassol
- Vasas SC
- Holte IF
- Adscreen Kyle
- Stal Bielsko-Biała
- Dinamo Tirana
- Dinamo Bukareszt
- Hapoel Mate Asher
- Temse Dames
- Aperetivos Medina
- Racing Paris
- Uppsala VBS
- Eczacıbaşı Stambuł
- CJD Feuerbach
- Urałoczka Swierdłowsk
- Olimpia Rawenna
- SC Dynamo Berlin
- CSKA Sofia
- Slávia UK Bratysława

## Rozgrywki

### Runda wstępna
| Data       | Drużyna 1               | Wynik | Drużyna 2              | Sety                             |
| ---------- | ----------------------- | ----- | ---------------------- | -------------------------------- |
|            | Ionikos Nea Filadelfeia | :     | Mladost Monter Zagrzeb |                                  |
|            | Ionikos Nea Filadelfeia | :     | Mladost Monter Zagrzeb |                                  |
|            |                         |       |                        |                                  |
| 03.11.1989 | Sneek Avero             | 3:0   | Leixoes Matosinhos     | 15:7, 15:1, 15:2                 |
| 05.11.1989 | Sneek Avero             | 3:1   | Leixoes Matosinhos     | 15:10, 15:10, 8:15, 15:5         |
|            |                         |       |                        |                                  |
| 10.11.1989 | Post Wiedeń             | 3:0   | Olympic Luksemburg     |                                  |
| 12.11.1989 | Post Wiedeń             | 3:0   | Olympic Luksemburg     |                                  |
|            |                         |       |                        |                                  |
| 04.11.1989 | Montana Luzerna         | 3:0   | Britannia VC London    | 15:8, 15:10, 16:14               |
| 11.11.1989 | Montana Luzerna         | 3:0   | Britannia VC London    |                                  |
|            |                         |       |                        |                                  |
|            | AEL Limassol            | :     | Vasas Budapeszt        |                                  |
| 12.11.1989 | AEL Limassol            | 0:3   | Vasas Budapeszt        |                                  |
|            |                         |       |                        |                                  |
| 04.11.1989 | Holte IF                | 3:0   | Adscreen Kyle          | 15:11, 15:11, 15:9               |
| 11.11.1989 | Holte IF                | 3:1   | Adscreen Kyle          | 15:5, 8:15, 15:4, 15:11          |
|            |                         |       |                        |                                  |
| 05.11.1989 | Stal Bielsko-Biała      | 1:3   | Dinamo Tirana          | 14:16, 12:15, 15:9, 8:15         |
| 12.11.1989 | Stal Bielsko-Biała      | 2:3   | Dinamo Tirana          | 15:9, 10:15, 12:15, 15:12, 9:15  |
|            |                         |       |                        |                                  |
|            | Dinamo Bukareszt        | 3:0   | Hapoel Mate Asher      |                                  |
|            | Dinamo Bukareszt        | 3:0   | Hapoel Mate Asher      |                                  |
|            |                         |       |                        |                                  |
| 04.11.1989 | Temse Dames             | 2:3   | Aperetivos Medina      | 14:16, 6:15, 15:13, 15:13, 11:15 |
| 11.11.1989 | Temse Dames             | 1:3   | Aperetivos Medina      |                                  |
|            |                         |       |                        |                                  |
| 05.11.1989 | Racing Paris            | 3:0   | Uppsala VBS            |                                  |
| 12.11.1989 | Racing Paris            | 3:0   | Uppsala VBS            |                                  |
|            |                         |       |                        |                                  |
| 04.11.1989 | Eczacıbaşı Stambuł      | 1:3   | CJD Feuerbach          |                                  |
| 11.11.1989 | Eczacıbaşı Stambuł      | 0:3   | CJD Feuerbach          |                                  |

### Runda 1/8
| Data       | Drużyna 1              | Wynik | Drużyna 2             | Sety                                 |
| ---------- | ---------------------- | ----- | --------------------- | ------------------------------------ |
| 03.12.1989 | Mladost Monter Zagrzeb | 1:3   | Urałoczka Swierdłowsk |                                      |
|            | Mladost Monter Zagrzeb | :     | Urałoczka Swierdłowsk |                                      |
|            |                        |       |                       |                                      |
| 03.12.1989 | Post Wiedeń            | 3:2   | Sneek Avero           | 15:13, 10:15, 15:9, 13:15, 16:14     |
| 09.12.1989 | Post Wiedeń            | 0:3   | Sneek Avero           | 9:15, 9:15, 10:15                    |
|            |                        |       |                       |                                      |
|            | Montana Luzern         | 0:3   | Olimpia Rawenna       |                                      |
| 10.12.1989 | Montana Luzern         | 0:3   | Olimpia Rawenna       | 6:15, 6:15, 3:15                     |
|            |                        |       |                       |                                      |
|            | Vasas Budapeszt        | :     | Holte IF              |                                      |
|            | Vasas Budapeszt        | :     | Holte IF              |                                      |
|            |                        |       |                       |                                      |
| 02.12.1989 | SC Dynamo Berlin       | 3:1   | Dinamo Tirana         | 10:15, 15:11, 15:13, 15:7            |
| 10.12.1989 | SC Dynamo Berlin       | 0:3   | Dinamo Tirana         | 8:15, 10:15, 9:15                    |
|            |                        |       |                       |                                      |
| 02.12.1989 | Dinamo Bukareszt       | 3:0   | Aperetivos Medina     | 15:3, 15:4, 15:1, 17:15, 17:15, 15:7 |
| 10.12.1989 | Dinamo Bukareszt       | 3:0   | Aperetivos Medina     |                                      |
|            |                        |       |                       |                                      |
| 03.12.1989 | CJD Feuerbach          | 0:3   | Racing Paris          |                                      |
| 09.12.1989 | CJD Feuerbach          | 0:3   | Racing Paris          |                                      |
|            |                        |       |                       |                                      |
| 02.12.1989 | CSKA Sofia             | 3:0   | Slávia UK Bratysława  | 15:8, 16:14, 15:6                    |
| 09.12.1989 | CSKA Sofia             | 1:3   | Slávia UK Bratysława  | 15:9, 7:15, 11:15, 6:15              |

### Ćwierćfinał
| Data       | Drużyna 1       | Wynik | Drużyna 2             | Sety                     |
| ---------- | --------------- | ----- | --------------------- | ------------------------ |
| 17.01.1990 | Sneek Avero     | 0:3   | Urałoczka Swierdłowsk | 9:15, 9:15, 10:15        |
| 24.01.1990 | Sneek Avero     | 0:3   | Urałoczka Swierdłowsk | 9:15, 6:15, 8:15         |
|            |                 |       |                       |                          |
| 18.01.1990 | Vasas Budapeszt | 0:3   | Olimpia Rawenna       | 15:2, 15:4, 15:13        |
| 25.01.1990 | Vasas Budapeszt | 0:3   | Olimpia Rawenna       |                          |
|            |                 |       |                       |                          |
| 18.01.1990 | Dinamo Tirana   | 3:1   | Dinamo Bukareszt      | 15:6, 10:15, 15:9, 15:4  |
| 25.01.1990 | Dinamo Tirana   | 1:3   | Dinamo Bukareszt      | 12:15, 15:13, 7:15, 9:15 |
|            |                 |       |                       |                          |
| 17.01.1990 | CSKA Sofia      | 2:3   | Racing Paris          |                          |
| 24.01.1990 | CSKA Sofia      | 1:3   | Racing Paris          |                          |

### Turniej finałowy
Forlì

#### Mecze o rozstawienie
| Data       | Drużyna 1             | Wynik | Drużyna 2     | Sety              |
| ---------- | --------------------- | ----- | ------------- | ----------------- |
| 23.02.1990 | Urałoczka Swierdłowsk | 3:0   | Dinamo Tirana | 15:3, 15:7, 15:3  |
| 23.02.1990 | Olimpia Rawenna       | 3:0   | Racing Paris  | 15:4, 17:16, 15:2 |

#### Półfinały
| Data       | Drużyna 1             | Wynik | Drużyna 2     | Sety              |
| ---------- | --------------------- | ----- | ------------- | ----------------- |
| 24.02.1990 | Olimpia Rawenna       | 3:0   | Dinamo Tirana | 15:3, 15:2, 15:7  |
| 24.02.1990 | Urałoczka Swierdłowsk | 3:0   | Racing Paris  | 15:11, 15:7, 15:4 |

#### Mecz o 3. miejsce
| Data       | Drużyna 1     | Wynik | Drużyna 2    | Sety                     |
| ---------- | ------------- | ----- | ------------ | ------------------------ |
| 25.02.1990 | Dinamo Tirana | 3:1   | Racing Paris | 15:10, 11:15, 15:6, 15:7 |

#### Finał
| Data       | Drużyna 1             | Wynik | Drużyna 2       | Sety                     |
| ---------- | --------------------- | ----- | --------------- | ------------------------ |
| 25.02.1990 | Urałoczka Swierdłowsk | 3:1   | Olimpia Rawenna | 16:14, 15:6, 7:15, 15:11 |

## Klasyfikacja końcowa
| Miejsce | Drużyna               |
| ------- | --------------------- |
| złoto   | Urałoczka Swierdłowsk |
| srebro  | Olimpia Rawenna       |
| brąz    | Dinamo Tirana         |
| 4.      | Racing Paris          |